# Доротея Саксонская (1591—1617)
Доротея Саксонская (нем. Dorothea von Sachsen; 7 января 1591, Дрезден — 17 ноября 1617, Дрезден) — принцесса Саксонская, аббатиса Кведлинбургского монастыря.

## Биография
Доротея — дочь курфюрста Кристиана I Саксонского и его супруги Софии Бранденбургской, дочери курфюрста Иоганна Георга Бранденбургского. 18 апреля 1610 года была избрана аббатисой Кведлинбурга. На этом посту Доротея предоставила некоторые права городу Кведлинбургу и повысила жалование священникам и учителям.
Доротея внезапно тяжело заболела, находясь в гостях у братьев в Дрездене, и умерла в 26 лет. Похоронена во Фрайберге.